# Стас, Жан Серве
Жан Серве Стас (фр. Jean Servais Stas, 21 августа 1813 года, Лёвен, Бельгия — 13 декабря 1891 года, Брюссель) — известный бельгийский химик. Он провёл первые точные измерения атомных масс.
Родился в бельгийском городе Лёвен. Изучал медицину и химию в Лёвенском университете (впоследствии став доктором медицины Брюссельского университета).

## Научная деятельность
Посвятил себя изучению химии после того, как произвёл вместе с де Конингком (в 1835 году) «исследование флоридзина, кристаллического вещества, извлекаемого из корней яблони». Для дальнейшего усовершенствования в химии отправился в Париж, в лабораторию Дюма при Политехнической школе. Там он продолжал исследования флоридзина и разложил его на флоретин и глюкозу, доказав этим принадлежность флоридзина к классу глюкозидов. Дюма предложил Стасу совместную работу. Они занялись изучением действия щелочей на спирты и выработали сделавшийся классическим приём перехода от спиртов к соответствующим кислотам, например, от метилового спирта к муравьиной кислоте.
Успешное окончание начастого исследования побудило Дюма, опять в сотрудничестве со Стасом, приняться за установление точной величины атомного веса углерода. Био и Араго, исходя из определений удельного веса чистого кислорода и углекислоты, вычислили атомный вес углерода равным 75,33, считая атомный вес кислорода равным 100. Берцелиус и Сванберг пришли к другому результату на основании анализов углекислых и щавелевокислых солей свинца. Открытие и анализ сожиганием новых соединений, содержащих значительные количества углерода (например, нафталина и других), обнаружило неверность и того, и другого числа. Дюма и Стас определяли атомный вес углерода, сжигая графит и алмаз и определяя вес получающейся при сжигании углекислоты. Берцелиус оспаривал точность полученных ими чисел и тем вызвал новую работу, произведённую уже одним Стасом. На этот раз Стас сжигал химически чистую окись углерода в углекислоту. Считая атомный вес кислорода за 100, Стас получил для углерода числа, заключающиеся в пределах от 75 до 75,06.
Такое простое отношение между атомными весами углерода и кислорода обратило внимание химиков на высказанный ещё в 1815 году Праутом закон, требовавший именно простых кратных отношений между атомными весами элементов. Дюма под влиянием полученного Стасом результата высказывался за справедливость закона Праута, Берцелиус — против; этот спор затрагивал самые глубокие основы химии. Так Стас был логическим путём приведён к дальнейшей проверке закона Праута, то есть к точнейшему определению отношений между атомными весами различных элементов. Результаты этих работ Стаса были опубликованы в 1860 году в мемуаре «Recherches sur les rapports réciproques des poids atomiques». Этот мемуар оканчивается выводом, уничтожающим закон Праута: «между числами, выражающими весовые количества, в которых соединяются между собою простые тела, образуя сложные соединения, не существует общего делителя». Дюма всё ещё держался того мнения, что закон Праута верен как закон предельный. Мариньяк даже сомневался в полной точности закона постоянства состава химических соединений и считал возможным изменение отношений тех весовых количеств, в которых элементы вступают в соединение, под влиянием внешних условий температуры и давления.
Стас снова взялся за ту же тему и публиковал в 1866 году «Nouvelles recherches sur les lois des proportions chimiques, sur les poids atomiques et les rapports mutuels». Стас определял отношение между хлористым аммонием и хлористым серебром, изменяя условия получения хлористого аммония и заставляя его действовать на растворы серебряных солей то на холоде, то при 100°. Постоянство результатов, полученных при этих различных условиях опыта, доказало, что количественный состав хлористого аммония и хлористого серебра, каким бы способом их ни получали, остается неизменным в пределах точности химического анализа.
Другое доказательство той же законности дано Стасом при помощи превращения хлорновато-, бромновато-, йодновато-кислого серебра в хлористое, бромистое и йодистое восстановительным действием сернистой кислоты. Стас показал, что это превращение совершается без малейшего прироста или убыли в количестве хлора, брома и йода. Затем Стас предпринял, частью пользуясь старыми, частью новыми способами, новое определение атомных весов, уже ранее определённых им шесть лет назад. При этом он доказал, что самые разнообразные способы, основанные и на синтезе, и на анализе различных соединений, заключающих в себе элемент, атомный вес которого подлежит определению, всегда приводят к тождественным результатам. Таким образом, был прочно установлен один из основных законов химии — закон постоянства состава химических соединений.
Наконец, в той же работе Стас определил атомный вес кислорода, водорода, серебра, азота, брома, хлора, йода, лития, калия, натрия, серы и свинца.

В 1842 году Стас произвёл анализ воздуха в Брюсселе и тем проверил анализы воздуха, сделанные в Париже Дюма и Буссенго.
Стас установил состав и свойства ацеталя.
В декабре 1850 — феврале 1851 годов, выступая в роли эксперта в процессе об отравлении ядом, природу которого затруднялись определить, Стас доказал, что этим ядом был алкалоид никотин. Способ открытия и выделения никотина, данный Стасом, сделался образцом при работах с алкалоидами. Модифицированный Ф. Ю. Отто в 1856 году, этот метод получил название метод Стаса — Отто. Впервые научившись выделять алкалоиды, Стас внёс огромный вклад в криминалистику.
За год до смерти, в 1890 году, то есть в конце более чем пятидесятилетней научной деятельности, Стас сообщает Королевской бельгийской академии результат десятилетних трудов — мемуар о спектрах различных световых источников. Эта последняя работа Стаса затрагивает всё тот же вопрос о природе химических элементов и о возможности разложения известных нам элементов на простейшие действием высокой температуры. Мысль о подобной диссоциации элементов была высказана Локиером на основании сравнения спектров солнечной короны, туманностей и звёзд со спектрами, получаемыми при сильном накаливании паров некоторых металлов. Стас показал, что совпадение линий спектров различных элементов, наблюдавшееся Локьером, было лишь кажущимся. Вывод Стаса: «элементы, завещанные нам бессмертным Лавуазье, остаются неизменными под действием сил, находящихся до сих пор в нашем распоряжении».

## Признание
С 1840 года он состоял членом Королевской бельгийской академии и профессором в Военной школе, затем в Политехнической школе в Брюсселе. Стас был избран членом Международной комиссии мер и весов. Многие учёные общества считали Стаса своим почетным членом. Лондонское королевское общество присудило ему медаль Дэви, а Парижская академия наук в 1880 году избрала его своим членом-корреспондентом на место, освободившееся после смерти Зинина. В 1891 году Бельгийская академия торжественным образом отпраздновала 50-летний юбилей пребывания Стаса в рядах её членов. После смерти Стаса между химиками всех стран была организована подписка, давшая возможность увековечить память Стаса сооружением памятника и изданием полного собрания его трудов, что и было выполнено под наблюдением Бельгийской академии наук.

## Значение работ для науки
Важнейшие работы Стаса посвящены определению атомных масс химических элементов. В 1860 году он предложил за единицу атомной массы принимать 1/16 часть массы атома кислорода (кислородная единица была принята в 1906 году и использовалась до 1961 года). Совместно с Дюма установил, что атомная масса углерода равна 12 (а не 6, как считали ранее). Определённые Стасом значения атомных масс долгое время (вплоть до конца XIX века) были непревзойдёнными по точности.